# اختیارات رئیس‌جمهور آمریکا
اختیارات رئیس‌جمهور آمریکا شامل قدرت‌هایی که صریحاً در اصل دوم قانون اساسی ایالات متحده آمریکا قانون اساسی ایالات متحده آمریکا به رئیس‌جمهور ایالات متحده آمریکا واگذار شده، قدرت‌های رییس جمهور بر اساس لوایح کنگره، اختیارات تلویحی، و همچنین قدرت نرم که به ریاست جمهوری الصاق شده می‌شود.

## اختیارات مرتبط با وضع قوانین
وتوی مصوبات کنگره ایالات متحده آمریکا
قانون اساسی ایالات متحده آمریکا به رئیس‌جمهور ایالات متحده آمریکا اختیار داده در صورت تشخیص خود و در جهت حفظ منافع ملی، مصوبات کنگره ایالات متحده آمریکا را وتو نماید. رؤسای جمهور نیز بارها از این حق قانونی خود علیه کنگره استفاده کرده‌اند. اما این حق نیز محدود است. هرگاه رئیس‌جمهوری یک مصوبه کنگره را وتو نماید، نمایندگان مجلس نمایندگان ایالات متحده آمریکا و مجلس سنای ایالات متحده آمریکا می‌توانند در یک رأی‌گیری مجدد و تصویب آن مصوبه با دو سوم آراء، وتوی رئیس‌جمهور را باطل اعلام کنند. در چنین صورتی طرح قانونی کنگره لازم‌الاجراء خواهد شد و رئیس‌جمهور نمی‌تواند از اجرای آن سرباز زند.
اما شیوهٔ دیگری برای مخالفت با لوایح قانونی کنگره وجود دارد. بر اساس قانون، رئیس‌جمهور تنها ۱۰ روز برای تأیید یا مخالفت با مصوبات کنگره وقت دارد و اگر در این مدت اعلام نظر نکند، لایحه به صورت خودکار جنبه قانونی بخود می‌گیرد. ممکن است این فاصله ۱۰ روزه با آخرین روزهای دوره دو ساله کنگره مصادف شود و عمر کنگره پیش از پایان مهلت ۱۰ روزه به سر آید. درچنین صورتی رئیس‌جمهور به جای استفاده از ”وتوی قانونی” Legal Veto از ”وتوی تاخیری” Pocket Veto استفاده می‌کند و عملاً اعلام نظر خود را در خصوص لایحه مزبور را به تأخیر می‌اندازد تا کنگره تعطیل شود. ویژگی عمدهٔ وتوی تأخیری این است که کنگره نمی‌تواند همانند وتوی قانونی با آراء دوسوم خود وتوی رئیس‌جمهور را باطل اعلام نماید. به همین دلیل در آخرین روزهای حیات کنگره، رؤسای جمهور از وتوی تأخیری بارها استفاده می‌کنند، به این امید که در انتخابات بعدی با کسب موفقیت بهتر در کنگره، به استفاده از وتوی قانونی برای رد لوایح مزبور مجبور نشوند. بر اساس قوانین کنگره، هر لایحه قانونی که در خلال فعالیت دو ساله کنگره به تصویب نرسد، در دوره بعدی کنگره باید از ابتدا فرایند قانونگذاری را طی نماید. چه بسا با تغییر توازن حزبی در کنگره لایحه مزبور موضوعیت خود را از دست بدهد.